# Vladimir Anzel'movič Lyščinskij
Il principe Vladimir Anzel'movič Lyščinskij (in russo Владимир Анзельмович Лыщинский?; 25 luglio 1861 – Parigi, 6 gennaio 1935) è stato un politico russo.

## Carriera
Nel 1881 si laurea presso il Collegio imperiale di diritto per lavorare presso come Geometra del Senato. Viene successivamente trasferito al Ministero della Giustizia, dove era responsabile della biblioteca. Nel 1893 viene nominato membro della Corte di giustizia di San Pietroburgo.
Il 5 luglio 1896 viene investito della qualifica di "Assistente Segretario del Consiglio di Stato", tra il 1900 ed il 1901 è responsabile della tesoreria e temporaneamente membro del Consiglio di Stato. 
Nel 1901, divenne uno dei fondatori dell'Assemblea russa. Nel 1913 viene scelto per guidare la commissione per la costruzione della Chiesa della Santissima Trinità a San Pietroburgo. Nel 1914 ricoprì la carica di ciambellano.

## Matrimonio
Sposò Marija Eduardovna Frisch (1865-1933), figlia del presidente del Consiglio di Stato di Eduard Vassil'evič Frisch. Ebbero due figli:
- Lev Vladimirovič (1888-1944)
- Vladimir Vladimirovič (1889-1968)[2][3]

## Morte
In seguito allo scoppio della rivoluzione, emigrò in Polonia. Morì il 6 gennaio 1935 a Parigi (secondo altre fonti in Polonia).
Il 19 dicembre 1915 Ljščinskij come discendente in linea femminile della famiglia principesca Trojekurov, prese il nome Ljščinskij-Trojekurov con l'acquisizione del titolo principesco.